# Concurso Internacional Yehudi Menuhin para jóvenes violinistas

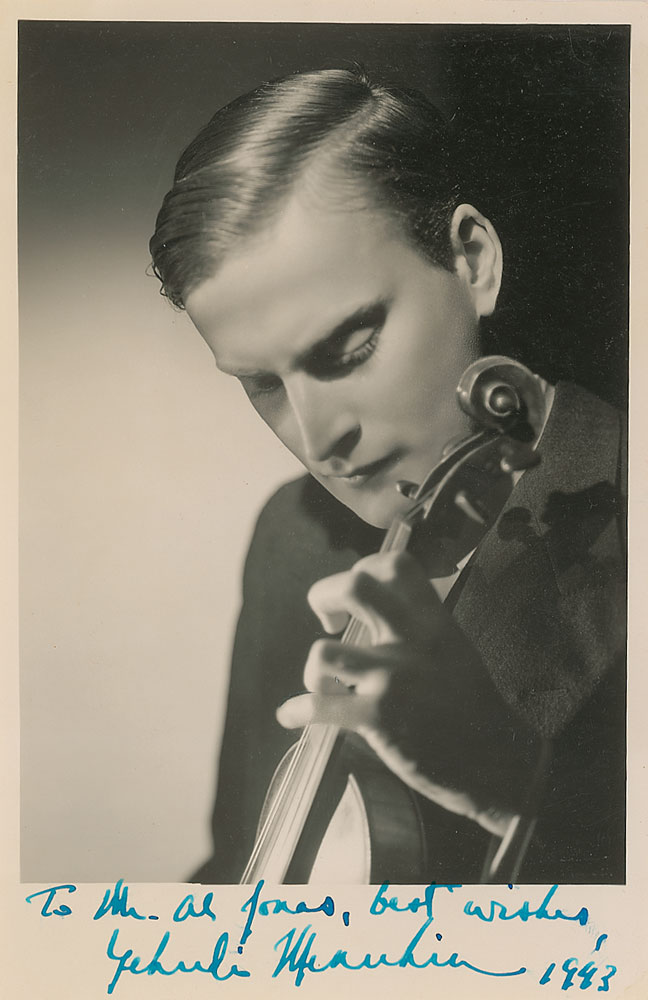
Yehudi Menuhin, fundador del concurso que da nombre al mismo.

El Concurso Internacional Yehudi Menuhin para jóvenes violinistas (o simplemente el Concurso Menuhin) es un concurso internacional de música para violinistas menores de 22 años. Fue fundado por Yehudi Menuhin en 1983 con el objetivo de formar jóvenes violinistas. En sus primeros años, la competencia tuvo lugar en Folkestone, en la costa sur de Inglaterra. Desde 1998 se lleva a cabo cada dos años en diferentes ciudades del mundo. Varios de los laureados anteriores de la competencia, incluidos Julia Fischer, Tasmin Little y Nikolaj Znaider, han seguido importantes carreras internacionales.

## Competencia
Miembro de la Concursos de Música para Jóvenes de la Unión Europea (EMCY), el Concurso Menuhin se lleva a cabo cada dos años, cada vez en una ciudad diferente con el apoyo de patrocinadores locales. Las competiciones recientes se han transmitido en vivo por Internet.

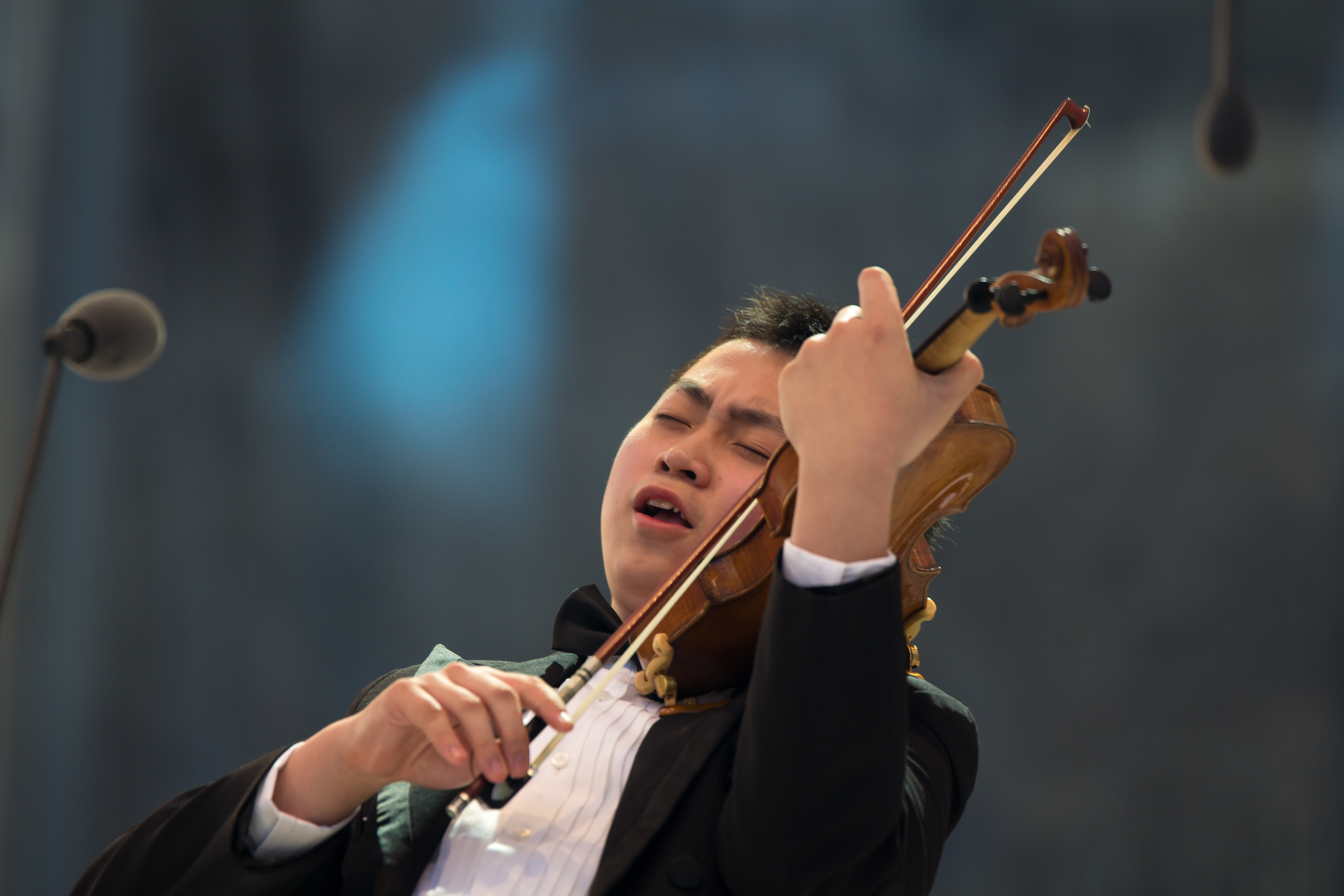
Ziyu He, ganador del Primer Premio Senior en 2016.

El concurso está abierto a violinistas de cualquier nacionalidad menores de 22 años. Los competidores son preseleccionados por grabación de video y compiten en tres rondas durante la competencia real. Existe un repertorio obligatorio, que es elegido por la organización del concurso. Sin embargo, los concursantes también tocan una obra virtuosa de violín de su propia elección como parte de las semifinales. En la primera ronda, a cada competidor también se le da una frase de cuatro a ocho compases para improvisar durante tres minutos.
En años posteriores, el repertorio requerido y los conciertos de gala han incluido obras de estreno especialmente encargadas para el concurso u obras estrechamente asociadas con el país anfitrión. En el concurso de Oslo de 2010, las obras de Paganini requeridas anteriormente fueron reemplazadas por obras del violinista y compositor noruego Ole Bull para conmemorar el bicentenario de su nacimiento. La edición de 2008 en Cardiff vio el estreno mundial de Elegy for King Arthur del compositor galés Mervyn Burtch. La de Austin, Texas de 2014 incluyó dos estrenos mundiales de obras con temas de Texas: Black-eyed Suzy de Donald Grantham y The Cowboy and the Rattlesnake de Dan Welcher. Las tres obras de encargo estrenadas en el concurso de Londres de 2016 fueron Visions de John Rutter, Hora Bessarabia de Roxanna Panufnik y Shpigl de Òscar Colomina Bosch.
En la categoría Senior se otorgan premios en efectivo a los cuatro primeros puestos, mientras que en la categoría junior (menores de 16 años) se otorgan premios en efectivo a los cinco primeros puestos. También hay una serie de premios individuales en efectivo. Estos incluyen el Premio Bach a la mejor interpretación de las obras para violín de Johann Sebastian Bach, donado en memoria de Robert Masters, el director fundador de la Escuela Yehudi Menuhin. El ganador del Primer Premio en la categoría Senior también recibe un préstamo de un año de un violín Stradivarius de la "edad de oro". El ganador del Primer Premio de la categoría Junior recibe un préstamo de un año de un "antiguo violín italiano".
La edición de 2016 tuvo 44 competidores: 37 niñas y siete niños. Los cuatro primeros premios en la categoría senior fueron ganados por jóvenes violinistas de China, Corea del Sur y Taiwán. Los principales ganadores de premios en la categoría junior fueron de Estados Unidos, Corea del Sur, Suecia y Alemania.

## Historia
El concurso fue fundado por Yehudi Menuhin y Robert Masters, quienes habían sido fundamentales en la fundación de la Escuela Yehudi Menuhin de Surrey, Inglaterra. El concurso tuvo lugar por primera vez en 1983 en Folkestone, en la costa sur de Inglaterra, y tuvo su sede allí durante sus primeros 15 años con el propio Menuhin impartiendo clases magistrales a los competidores. Luego de una pausa de tres años después de la edición de 1995, se reanudó en 1998 en Boulogne-sur-Mer en el lado francés del Canal de la Mancha y regresó a Folkestone en 2000.  En la inauguración de la primera edición, Yehudi Menuhin dijo:

Nuestros virtuosos jóvenes violinistas serán embajadores de buena voluntad, ya que vienen con un corazón puro y música en sus almas. Es en esos jóvenes que debemos invertir nuestro futuro.

Después de la muerte de Menuhin, el pianista Gordon Back, que había sido el pianista acompañante de la competencia desde su fundación, asumió la dirección artística de la competencia, ampliando el programa a un formato de festival con el concurso unido a conciertos, clases magistrales y educación y divulgación. eventos. El concurso también comenzó a trasladar su sede a una ciudad internacional diferente cada vez. De 2002 a 2014, tuvo lugar en:
- Boulogne-sur-Mer, con sede en la École nationale de musique et de danse (2002)
- Londres, con sede en la Royal Academy of Music (2004)[10]
- Boulogne-sur-Mer, con sede en la École nationale de musique et de danse (2006)
- Cardiff, con sede en el Royal Welsh College of Music and Drama con sus conciertos de gala celebrados en St. David's Hall (2008)[5]
- Oslo, con sede en la Academia Noruega de Música (2010)[4]
- Pekín, con sede en el Conservatorio Central de Música de China (2012)[12]
- Austin, con sede en la Escuela de Música Sarah and Ernest Butler (2014)[13]

En 2016, el centenario del nacimiento de Menuhin, la competición volvió a Londres, donde una vez más tuvo su sede en la Royal Academy of Music, con sus conciertos de gala celebrados en el Royal Festival Hall . La competencia de 2018 se llevó a cabo en Ginebra, Suiza. La competencia de 2021 tuvo lugar en Richmond, Virginia.

## Organización
El concurso es operado por la Menuhin Competition Trust, una organización benéfica registrada en el Reino Unido. Su presidente es el violinista y director de orquesta japonés Joji Hattori . El fideicomiso también tiene estrechos vínculos con la familia Menuhin. La hija de Yehudi Menuhin, Zamira Menuhin-Benthall, es su patrona vitalicia y su nieto Aaron Menuhin es uno de los fideicomisarios.
El director artístico del concurso es el pianista Gordon Back.
A partir de 2016, la presidenta del jurado es la violinista estadounidense Pamela Frank, que ocupa el cargo desde 2012. Los miembros anteriores del jurado han incluido a Maxim Vengerov, Dong-Suk Kang, Arabella Steinbacher, Ray Chen, Jeremy Menuhin, Julia Fischer y Tasmin Little.

## Laureados notables

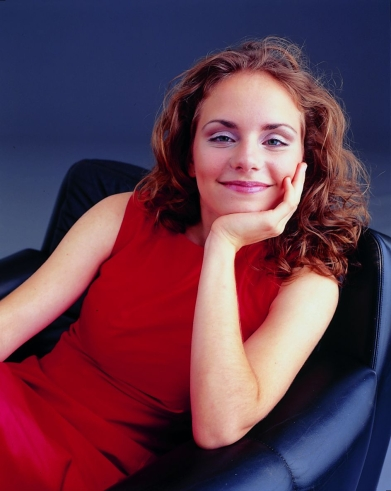
Julia Fischer, ganadora del Primer Premio Junior en 1995 y miembro del jurado del concurso de 2016.

Los laureados anteriores que han pasado a carreras internacionales incluyen:
- Jiafeng Chen (Senior categoría 2.º premio en 2008)
- Ray Chen (3er premio categoría Junior, 2004 y 1er premio categoría Senior en 2008)
- Julia Fischer (Categoría Junior 1er Premio en 1995)
- Ilya Gringolts (Categoría Junior 6º Premio en 1995)
- Joji Hattori (categoría sénior, cuarto premio en 1987 y categoría sénior, primer premio, premio Bach y premio del público en 1989)
- Daishin Kashimoto (Categoría Junior 1er Premio en 1993)
- Tasmin Little (3er premio categoría Senior en 1983 y 2.º premio categoría Senior en 1985)
- Lara St. John (Categoría Junior 4º Premio en 1985)
- Nikolaj Znaider (categoría Senior 5º Premio y Premio del Público en 1991)

Como señalaron tanto Erica Jeal (crítica musical de The Guardian) como Gordon Back (director artístico de la competencia), ganar el Primer Premio no es garantía de una gran carrera y, a veces, aquellos que han alcanzado renombre internacional no fueron ganadores del Primer Premio.

## Ganadores de premios anteriores
Los premios se otorgan en dos categorías: senior para violinistas de 16 a 21 años, y junior para violinistas menores de 16 años. Los violinistas de 15 años pueden ingresar a la categoría senior si lo desean. La categoría senior otorga premios en efectivo a los cuatro primeros lugares, mientras que la categoría junior otorga premios en efectivo a los cinco primeros lugares. (Antes de 2002, el concurso también otorgaba el sexto y, en ocasiones, el séptimo premio en la categoría Junior. ) A partir de 2016, el primer premio en la categoría senior fue de 10 000 £ y el primer premio en la categoría junior fue de 5000 £. También hay una serie de premios y reconocimientos especiales. En 2018, por primera vez en la historia del concurso, hubo un primer premio ex aequo en la categoría junior.

### Categoría sénior
| Año  | 1.er premio         | 2.º premio          | 3.er premio              | 4. premio         |
| ---- | ------------------- | ------------------- | ------------------------ | ----------------- |
| 2021 | María Dueñas        | Simon Zhu           | Hana Chang               | Karisa Chiu       |
| 2018 | Diana Adamyan       | Nathan Mierdl       | Hyunjae Lim              | Tianyou Ma        |
| 2016 | Ziyu He             | SongHa Choi         | Yu-Ting Chen             | Jeein Kim         |
| 2014 | Stephen Waarts      | In Mo Yang          | Christine Seohyun Lim    | Stephen Kim       |
| 2012 | Kenneth Renshaw     | Ji Eun Anna Lee     | Alexi Kenney             | Siyan Guo         |
| 2010 | Xiang Yu            | Nigel Armstrong     | Suyeon Kang              | Ji Won Song       |
| 2008 | Ray Chen            | Jiafeng Chen        | Evgeny Sviridov          | Stella Chen       |
| 2006 | Hrachya Avanesyan   | Robin Scott         | Shuai Shi                | Sulki Yu          |
| 2004 | Hye-Jin Kim         | Daniel Khalikov     | Je Hye Lee               | Yusuke Hayashi    |
| 2002 | Soyoung Yoon        | Rintaro Omiya       | Simone Lamsma            | Maksim Brylinski  |
| 2000 | Akiko Ono           | Feng Ning           | Viatcheslav Chestiglazov | Chen Gu           |
| 1998 | Susie Park          | Akiko Ono           | Boris Brovtsyn           | Xu Yang           |
| 1995 | Lisa Kim            | Corina Belcea       | Yoo-Kyung Min            | Zhanna Tonaganyan |
| 1993 | Gabriela Demeterova | Alina Komissarova   | Stefan Milenkovich       | Marta Abraham     |
| 1991 | --                  | Qing Guo            | Evgeny Andrusenko        | Birgit Kolar      |
| 1989 | Joji Hattori        | Yuan-Qing Yu        | Bartlomiej Niziol        | Karen Lee         |
| 1987 | Elisabeth Glass     | Elisa Barston       | Zheng Qing               | Joji Hattori      |
| 1985 | Xiao-Dong Wang      | Tasmin Little       | Liang Chai               | Abigail Young     |
| 1983 | Leland Chen         | Isabelle van Keulen | Tasmin Little            | He Hong Ying      |

Otros premios

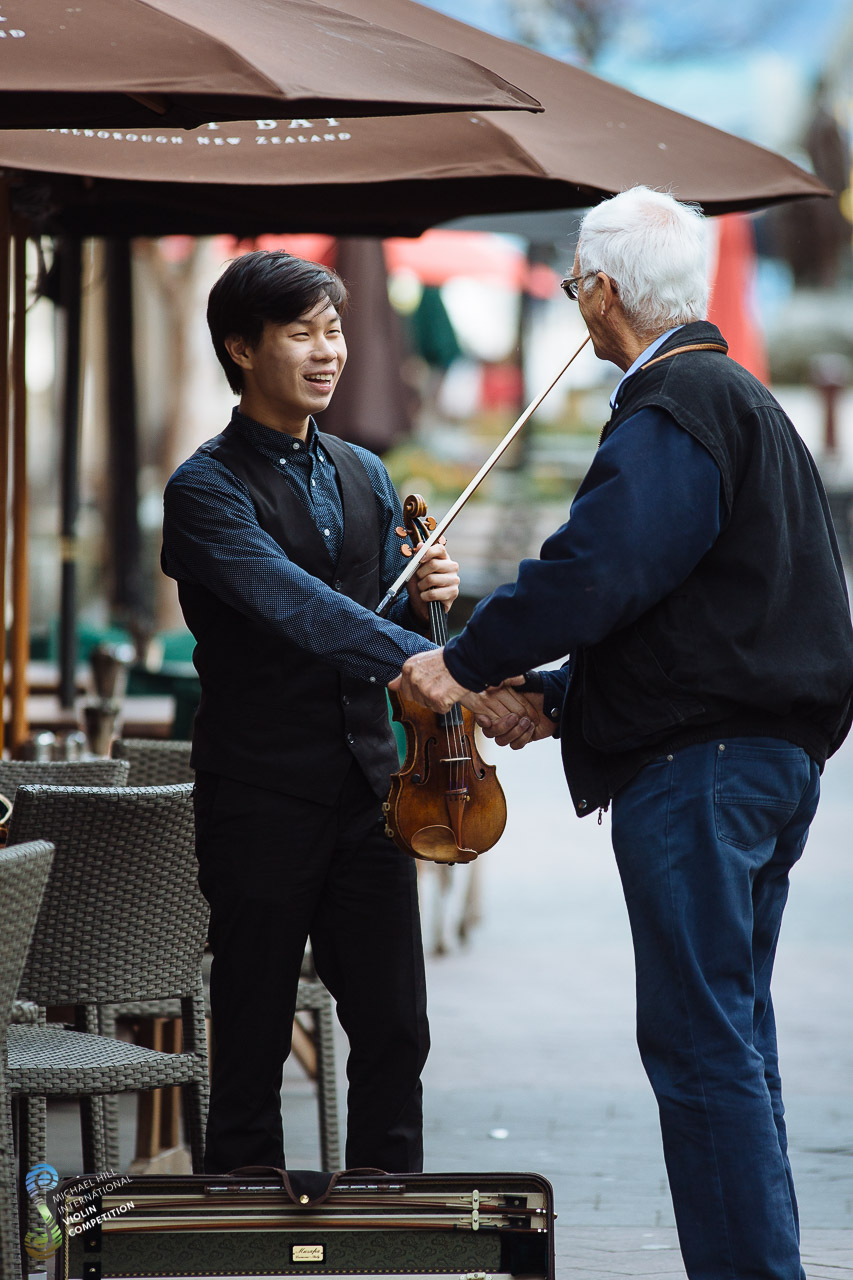
Timothy Chooi, ganador del Premio EMCY 2014 y el Premio Violín 2010.

- 2021: Premio del Público – María Dueñas
- 2014: EMCY Prize –  Timothy Chooi
- 2012: EMCY Prize –  Kenneth Renshaw
- 2012: Bach Prize –  Gabriel Ng
- 2012: Premio del Compositor –  Victor Zeyu Li
- 2010: Violin Prize –  Timothy Chooi
- 2008: Bach Prize –  Evgeny Sviridov
- 2006: Premio del Compositor –  Samika Honda
- 2006: Outstanding Performance in Semi-Finals –  Dragos Mihail Manza
- 2006: Outstanding Performance in Semi-Finals –  Mathieu van Bellen
- 2004: Chamber Music Award –  Anthony Sabberton
- 2002: Premio del Compositor –  Anna Savytska
- 1995: Audience Prize –  Lisa Kim
- 1995: President's Prize –  Lisa Kim +  Natalia Lomeiko
- 1995: Bach Prize –  Zhanna Tonaganyan
- 1993: Audience Prize –  Gabriela Demeterova
- 1991: Bach Prize –  Qing Guo +  Eugeny Andrusenko
- 1991: Senior 5th Prize –  Nikolaj Znaider
- 1991: Audience Prize –  Nikolaj Znaider
- 1989: Bach Prize –  Joji Hattori
- 1989: Audience Prize –  Joji Hattori
- 1987: Bach Prize –  Elisabeth Glass +  Zheng Qing
- 1987: Audience Prize –  Elisa Barston
- 1985: Bach Prize –  Xiao-Dong Wang
- 1985: Tunnicliffe Prize –  Xiao-Dong Wang
- 1985: Audience Prize –  Abigail Young
- 1983: Bach Prize –  Leland Chen
- 1983: Audience Prize –  Isabelle van Keulen
- 1983: Senior 5th Prize –  Dorota Siuda
- 1983: Senior 6th Prize –  Micha Sugiura

### Categoría júnior
| Año  | 1.er premio             | 2.º premio        | 3.er premio           | 4.º premio         | 5.º premio        | 6.º premio           | 7.º premio    |
| ---- | ----------------------- | ----------------- | --------------------- | ------------------ | ----------------- | -------------------- | ------------- |
| 2021 | Keila Wakao             | Edward Walton     | Hannah Wan Ching Tam  | Kento Hong         | Boha Moon         | --                   | --            |
| 2018 | Chloe Chua Christian Li | --                | Ruibing Liu           | Clara Shen         | Hina Khuong-Huu   | Guido Sant'Anna      | --            |
| 2016 | Yesong Sophie Lee       | Kevin Miura       | Johan Dalene          | NaKyung Kang       | Anne Luisa Kramb  | --                   | --            |
| 2014 | Rennosuke Fukuda        | Daniel Lozakovitj | Ludvig Gudim          | Alex Zhou          | Jaewon Wee        | --                   | --            |
| 2012 | Kevin Zhu               | Soo-Been Lee      | Taiga Tojo            | Grace Clifford     | Yehun Jin         | --                   | --            |
| 2010 | Kerson Leong            | Stephen Waarts    | Ji Eun Anna Lee       | Taiga Tojo         | Callum Smart      | --                   | --            |
| 2008 | Chad Hoopes             | Dmitry Smirnov    | Mindy Chen            | Ke Zhu             | Seohyun Lim       | --                   | --            |
| 2006 | Sunao Goko              | Fumiaki Miura     | Yu Chien Tseng        | Robyn Bollinger    | Stella Chen       | Sirena Huang         | --            |
| 2004 | Joel C. Link            | Danbi Um          | Ray Chen Yoo Jin Jang | --                 | Esther Kim        | --                   | --            |
| 2002 | Chiharu Taki            | Yyun-Su Shin      | Marcus Tanneberger    | Jennifer Pike      | Saki Shirokoji    | Alexandra Korobkina  | --            |
| 2000 | Mi Sa Yang              | Alina Ibraguímova | Naoto Sakiya          | Yossif Ivanov      | Hye Jin Kim       | Ja Ram Kim           | --            |
| 1998 | Zhi-Jiong Wang          | Oleg Yatsina      | Mikhail Simonyan      | Mayuko Kamio       | Sophie Moser      | Yoon Jung Cho        | --            |
| 1995 | Julia Fischer           | Jeanne de Ricaud  | Piotr Kwasny          | Teruyoshi Shirata  | Daniel Khalikov   | Ilya Gringolts       | Sally Cooper  |
| 1993 | Daishin Kashimoto       | Igor Malinovsky   | Wei Wei Le            | Yi Jia Hou         | Natasha Lomeiko   | Akiko Ono            | --            |
| 1991 | Ning Kam                | Wen-Lei Gu        | Jennifer Koh          | Yonatan Gandelsman | Natsuko Yoshimoto | Mona Marie Knock     | Janine Jansen |
| 1989 | Livia Sohn              | Sylvie Sentenac   | Mu Na                 | Jennifer Koh       | Ye Sha            | Krzysztof Baranowski | --            |
| 1987 | Dong Kun                | Bartlomiej Niziol | Suzy Whang            | Ryotaro Ito        | David Chan        | Carla Kihlstedt      | --            |
| 1985 | Chang Guo               | Elizabeth Glass   | Scott St. John        | Lara St. John      | David Le Page     | Chwan-Liang Lee      | --            |
| 1983 | Xiao-Dong Wang          | Zheng-Rong Wang   | Le Zhang              | Julian Shevlin     | Lu Siqing         | Eunice Lee           | --            |

Otros premios
- 2012: Premio del Compositor –  Kevin Zhu
- 2010: EMCY Prize –  Guro Kleven Hagen
- 2008: Premio del Compositor –  Yu-Ah Ok
- 2002: Chairman's Special Prize –  Esther Kim
- 1995: Junior 7th Prize –  Sally Cooper
- 1991: Audience Prize –  Jennifer Koh
- 1989: Audience Prize –  Livia Sohn
- 1987: Audience Prize –  Suzy Whang
- 1985: Audience Prize –  Scott St. John

## notas y referencias
1. 1 2  Miller, Joe (15 April 2016). "Highly strung: What does it take to win the Menuhin Competition?". BBC. Retrieved 14 May 2016.
2. 1 2 3 4  European Union of Music Competitions for Youth. Menuhin Competition. Retrieved 14 May 2016.
3. ↑  Yehudi Menuhin International Competition for Young Violinists (2016). Application Information Archivado el 11 de octubre de 2016 en Wayback Machine.. Retrieved 15 May 2016.
4. 1 2  Tripodianos, Maria (8 January 2010). "Menuhin Competition 2010" Archivado el 11 de octubre de 2016 en Wayback Machine.. Ole Bull 200th Anniversary (OleBull2010.no). Retrieved 16 May 2016.
5. 1 2  Evans, Rian (16 April 2008). "Menuhin Competition". The Guardian. Retrieved 15 May 2016.
6. ↑  University of Texas, Austin. (22 January 2014). "Bringing an American Flavor to the Menuhin Competition" Archivado el 11 de octubre de 2016 en Wayback Machine.. Retrieved 16 May 2016.
7. 1 2  Clements, Andrew (8 April 2016). "Philharmonia/Yamada review – moments of insight in Menuhin Competition curtain-raiser". The Guardian. Retrieved 15 May 2016.
8. ↑  Kjemtrup, Inge (19 April 2016). "Report from the Menuhin Competition". Strings. Retrieved 15 May 2016.
9. ↑  Jolly, James (15 January 2014). "The Menuhin Competition returns to London in 2016". Gramophone. Retrieved 16 May 2016.
10. 1 2 3  Green, Andrew (18 March 2016). "Coming home: the Menuhin Competition returns to London". Classical Music. Retrieved 14 May 2016.
11. 1 2  Niles, Laura (14 February 2014). "Gordon Back and the History of the Menuhin Competition". Violinist.com. Retrieved 14 May 2016.
12. ↑  Qian, Mu (26 April 2011). "Beijing to host Menuhin Competition". China Daily. Retrieved 15 May 2016.
13. ↑  Thompson, Damian (22 March 2014). "Menuhin is the world’s toughest violin competition. Why is it packed with Asians, and no Brits?". The Spectator. Retrieved 14 May 2016.
14. 1 2  Jeal, Erica (18 April 2016). "Menuhin competition: young talent and hints of greatness to come". The Guardian. Retrieved 15 May 2016.
15. ↑  Yehudi Menuhin International Competition for Young Violinists. About. Retrieved 15 May 2016.
16. ↑  «Candidates Announced for 2020 Menuhin International Violin Competition». 22 de enero de 2020.
17. ↑  Charity Commission for England and Wales. The Menuhin Competition Trust, Charity no. 284467. Retrieved 15 May 2016.
18. ↑  Yehudi Menuhin International Competition for Young Violinists. The Trust. Retrieved 15 May 2016.
19. ↑  Classic FM (2008). "Playing to the Jury!" Archivado el 11 de octubre de 2016 en Wayback Machine.. Retrieved 15 May 2016.
20. ↑  Quinton, Luke (3 March 2014). "Menuhin Violin Competition: A critic's wrap-up and review". Austin American-Statesman. Retrieved 15 May 2016.
21. ↑  All Menuhin Competition prizes in this list are sourced from: Yehudi Menuhin International Competition for Young Violinists. Laureates Archives. Retrieved 14 May 2016
22. ↑  The Strad (20 April 2018). "Chloe Chua and Christian Li share Menuhin Competition 2018 Junior Division first prize". Retrieved 21 April 2018.
23. ↑  All results in these sections are sourced from: Yehudi Menuhin International Competition for Young Violinists. Laureates Archives. Retrieved 14 May 2016